# Svante Lundgren (författare)
Svante Eyolf Mikael Lundgren, född 3 mars 1960, är en finlandssvensk teolog och författare.
Svante Lundgren utbildade sig i teologi på Åbo Akademi, med magisterexamen 1984 och licentiatexamen 1988. Han disputerade 1992 på Åbo Akademi med avhandlingen Moses Hess on Religion, Judaism and the Bible. Han var gymnasielärare i religion och psykologi i Pargas 1990-1998.
Han har arbetat på Assyriska riksförbundet och var 2012–2013 knuten till Centrum för teologi och religionsvetenskap vid Lunds universitet och återkom dit 2017. Han medarbetar också i Svenska Dagbladet.
Svante Lundgrens forskning är inriktad på frågor om kristna minoriteter i Mellersta Östern.

## Utmärkelser, ledamotskap och priser
- Ledamot av Vetenskapssocieteten i Lund (LVSL, 2012)[3]
- Erich Frommpriset (1998)